# 인지 (세금)

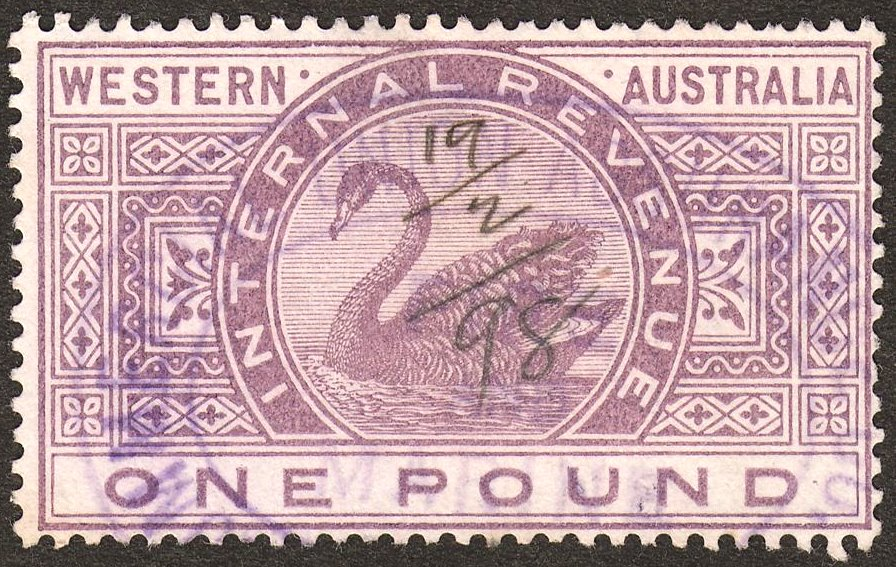
1898년 웨스턴 오스트레일리아의 인지.

인지(revenue stamp, tax stamp, duty stamp, fiscal stamp)는 세금따위를 냈다는 증표로 신청서 따위에 첨부하는 것으로 우표와 사용법이 비슷하다. 수입 인지, 세금 인지, 의무 인지 또는 회계 인지 등으로도 불린다.
일반적으로 문서, 담배, 알코올 음료, 마약 및 의약품, 카드 놀이, 사냥 면허증, 총기 등록 및 기타 여러 가지에 징수된 세금 또는 수수료를 지정하는 데 사용되는 접착 레이블이다. 일반적으로 기업은 정부로부터 인지를 구입(이로 인해 세금을 납부)하고 품목 판매의 일부로 과세 품목에 부착하거나 문서의 경우 양식 작성의 일부로 부착한다.
수입 인지는 종종 우표와 매우 유사해 보이며 일부 국가 및 기간에서는 수입 목적으로 우표를 사용하거나 그 반대의 경우도 가능했다. 일부 국가에서는 이중 목적의 우표 및 수입인지도 발행했다.

## 설명
수입 인지는 징수된 세금 및 수수료를 지정하는 데 사용되는 인지이다. 이것들은 정부, 국가 및 지역, 그리고 다양한 종류의 공식 기관에서 발행한다. 다양한 형태를 취하며 고무질 및 고무질되지 않은 것, 구멍이 있거나 구멍이 뚫린 것, 인쇄되거나 엠보싱 처리된 것, 그리고 어떤 크기든지 가능하다. 많은 국가에서 지폐만큼 디자인이 상세하다. 그들은 종종 같은 종류의 종이로 만들어진다. 많은 수입 인지의 높은 가치는 위조를 방지하기 위한 보안 장치를 포함할 수 있음을 의미한다.
국세청은 수입 인지를 "...국제, 국가 또는 지방 정부, 그 면허 소지자 또는 대리인이 발행하거나 이를 대신하여 발행된 스탬프, 접착식 또는 기타 방식에 관계없이 세금, 관세 또는 수수료가 부과되었음을 나타내는 인지"로 정의했다.

## 역사
오스만 제국에서 담가 레미는 이미 16세기에 사용되었다. 비단 우표의 세수 기록은 시간이 지남에 따라 비단 생산의 변화에 대한 증거를 제공한다.
수입 인지의 사용은 우표(1840년에 처음 사용됨)보다 더 거슬러 올라간다. 18세기 인지세의 우표는 수입(revenues)이었다. 이것들의 사용은 19세기에 널리 퍼졌고 부분적으로는 우표의 성공에 의해 영감을 받았고 부분적으로는 정부 운영을 간소화하려는 욕구에 의해 동기가 부여되었다. 수입인지의 존재는 문제의 항목이 이미 필요한 수수료를 지불했음을 나타낸다. 21세기에는 전산화와 숫자를 사용하여 지불을 정확하게 추적할 수 있는 능력이 생겨나면서 수입 인지는 덜 흔히 사용되었다.
세상에는 엄청나게 많은 종류의 수입인지가 있으며, 많은 것이 기록되지 않은 채 남아 있을 가능성이 높다. 국가 및 지역 기관 모두 발행했다. 정부는 때때로 우표와 수입 인지의 기능을 결합했다. 이전 대영제국에서 이러한 우표는 이중 기능을 반영하기 위해 종종 "우표 및 수입"이라고 새겨졌다. 다른 나라에서는 단순히 수입 인지를 우편 요금으로 사용하거나 그 반대의 경우도 허용했다. 이후에 우편 사용이 승인된 수입 인지를 우편 재정이라고 한다. 예를 들어, 부탄은 1955년부터 1962년 최초의 적절한 우표가 발행될 때까지 우편 목적으로 수입 인지의 사용을 승인했다. 스탠리 기븐스(Stanley Gibbons) 카탈로그에서 이 유형의 우표에는 F 접두사가 있다.

## 취소 방식
수입 인지는 종종 우표와 비슷하지만 일반적으로 우편물에 사용하기 위한 것이 아니므로 우편 취소를 받지 않는다. 영국과 같은 일부 국가에서는 우표와 수익에 모두 유효한 우표를 발행했지만 이러한 관행은 이제 드물다. 펜 캔슬, 잉크로 된 핸드스탬프, 천공, 엠보싱, 구멍 펀칭 또는 단순히 찢기를 포함하여 다양한 방법이 수입인지를 취소하는 데 사용되었다.
1900년경부터 미국 수입인지는 문서에 부착한 후 절단하여 절단하고 잉크로 취소해야 했다. 이를 달성하기 위해 "스탬프 절단기"로 알려지게 된 사무용 장비 클래스가 만들어졌다.

## 수집
수입 인지는 한때 우표 수집가들에 의해 널리 수집되었으며 우표 카탈로그 및 전시회에서 우표와 동일한 지위를 부여 받았다. 그러나 1차 세계대전 이후 우표 발행 부수가 급증하고 수입이 급감하면서 카탈로그에서 제외되면서 인기가 떨어졌다.
우표 수입이 가장 낮은 시기는 20세기 중반이었다.
보다 최근에는 수익 우표가 다시 인기를 얻었으며 이제 자체 FIP(Fédération Internationale de Philatélie) 위원회가 있으며 FIP 승인 우표 전시회에서 승인된 범주이다.
많은 카탈로그가 전문 발행인과 딜러에 의해 발행되었지만 수익 인지는 수익 인지와 우표가 아닌 이상 스탠리 기븐스와 미첼(Michel)의 가장 인기 있는 카탈로그에는 여전히 표시되지 않는다. 그러나 표준 스콧(Scott) 및 스콧 특화(Scott Specialized) 미국 카탈로그에는 모두 미국 수입 인지가 있다. 영국, 영연방 및 여러 유럽 국가의 수입인지에 대한 주요 카탈로그는 베어풋 카탈로그(Barefoot Catalogue)이다.

## 갤러리

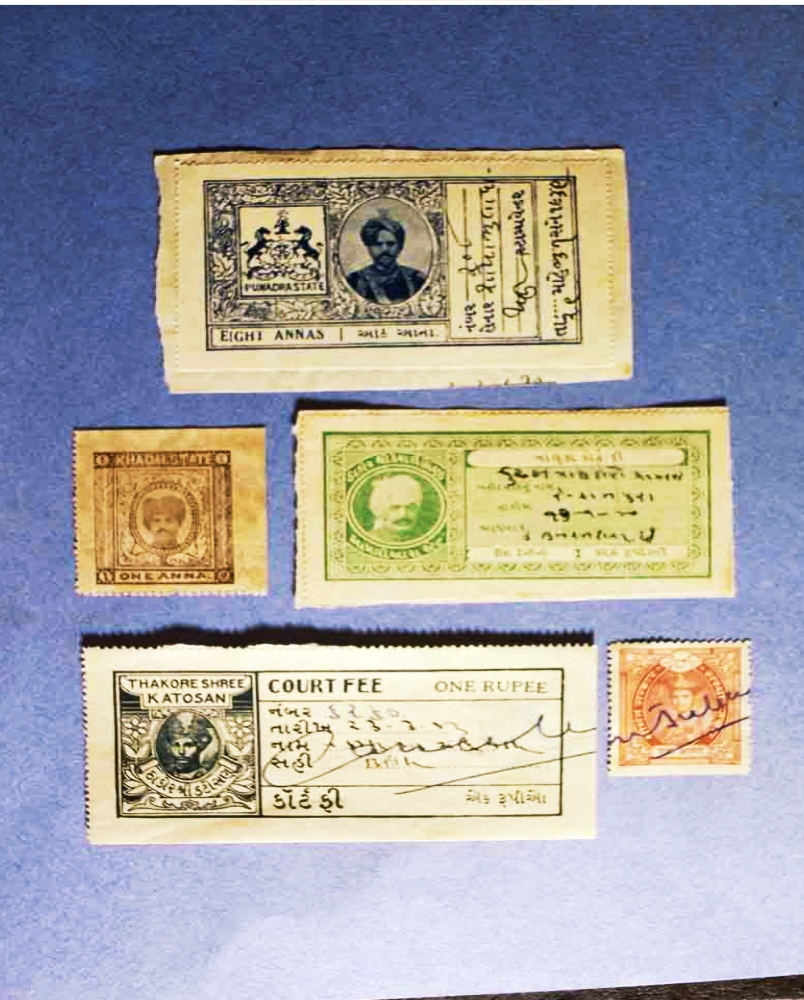
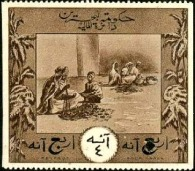
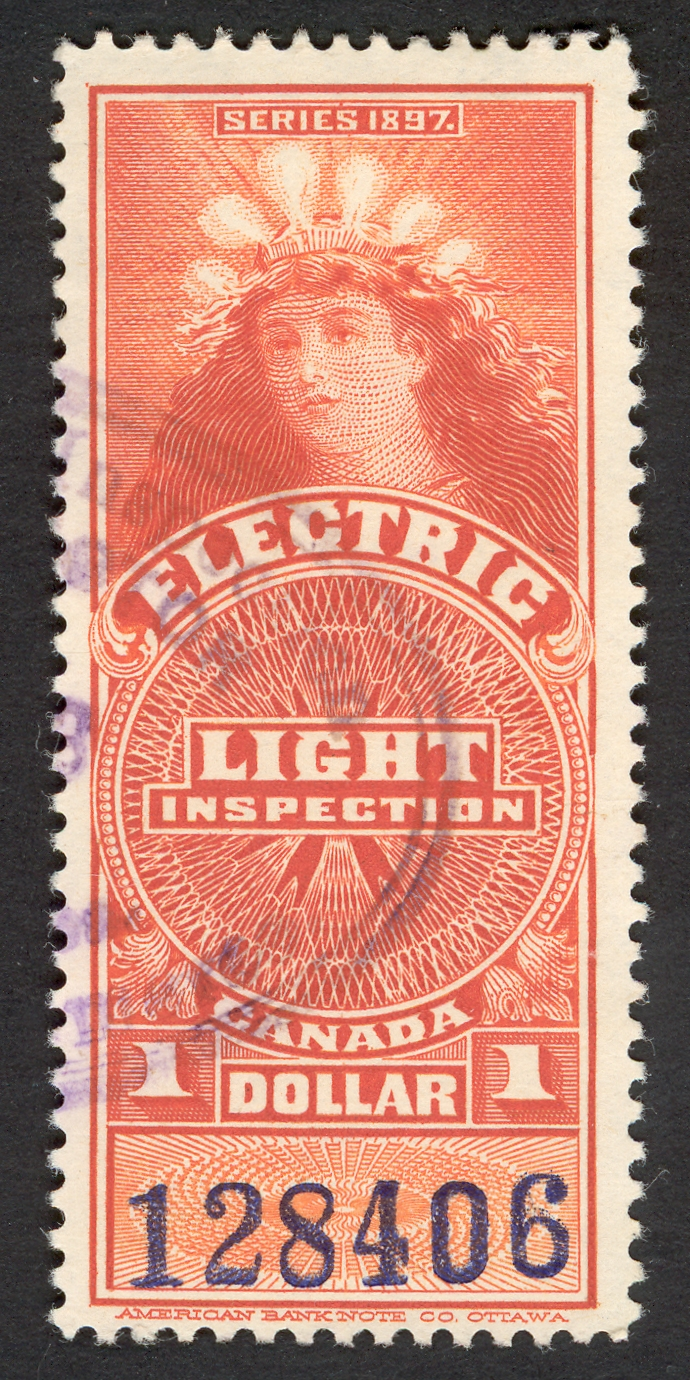
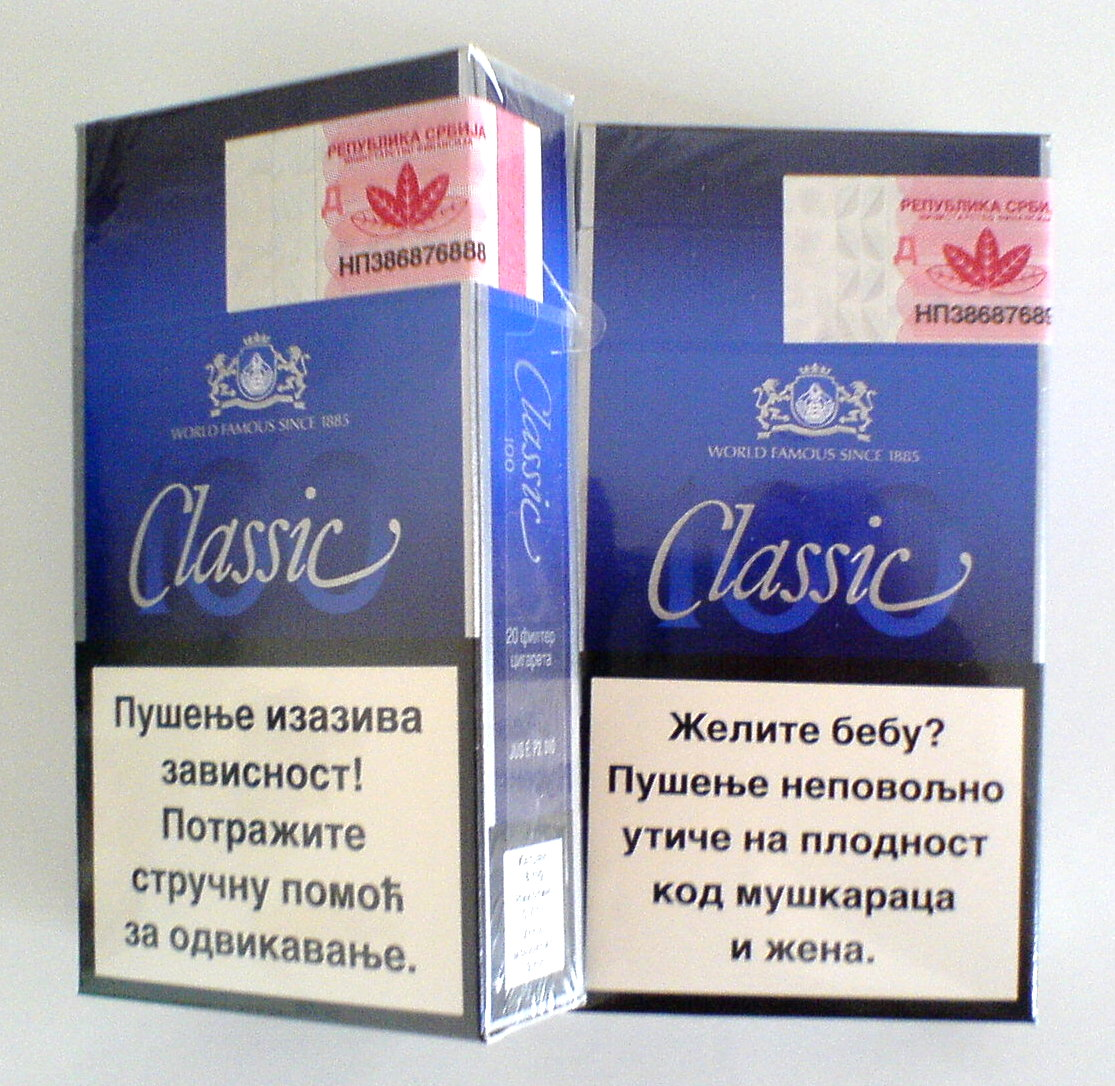
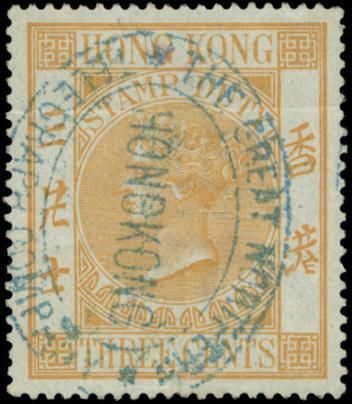
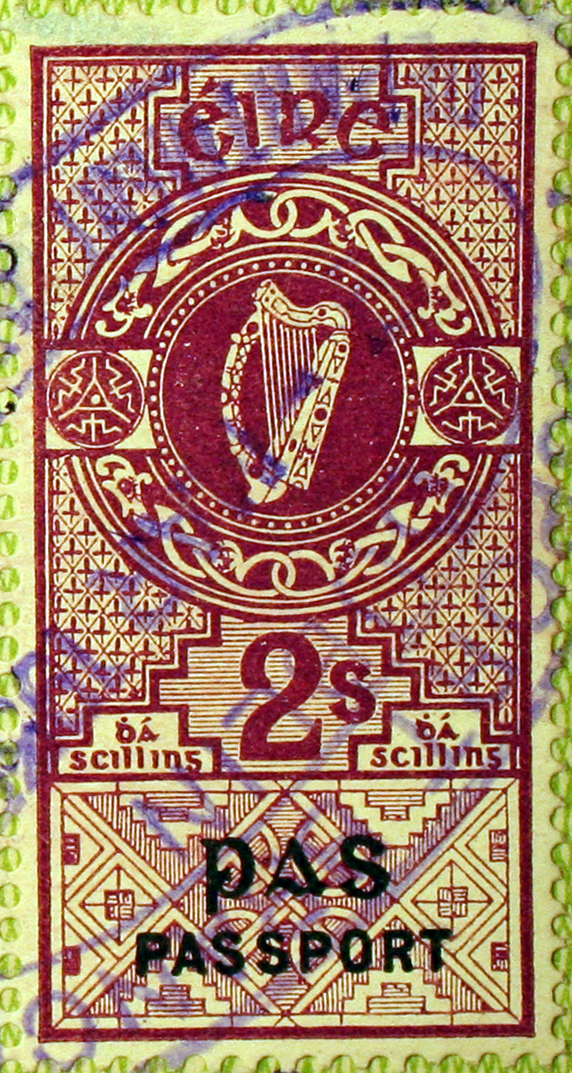
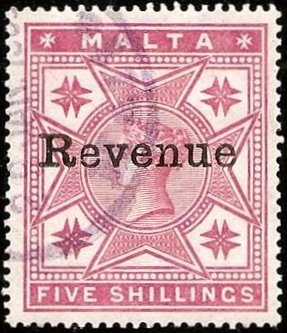
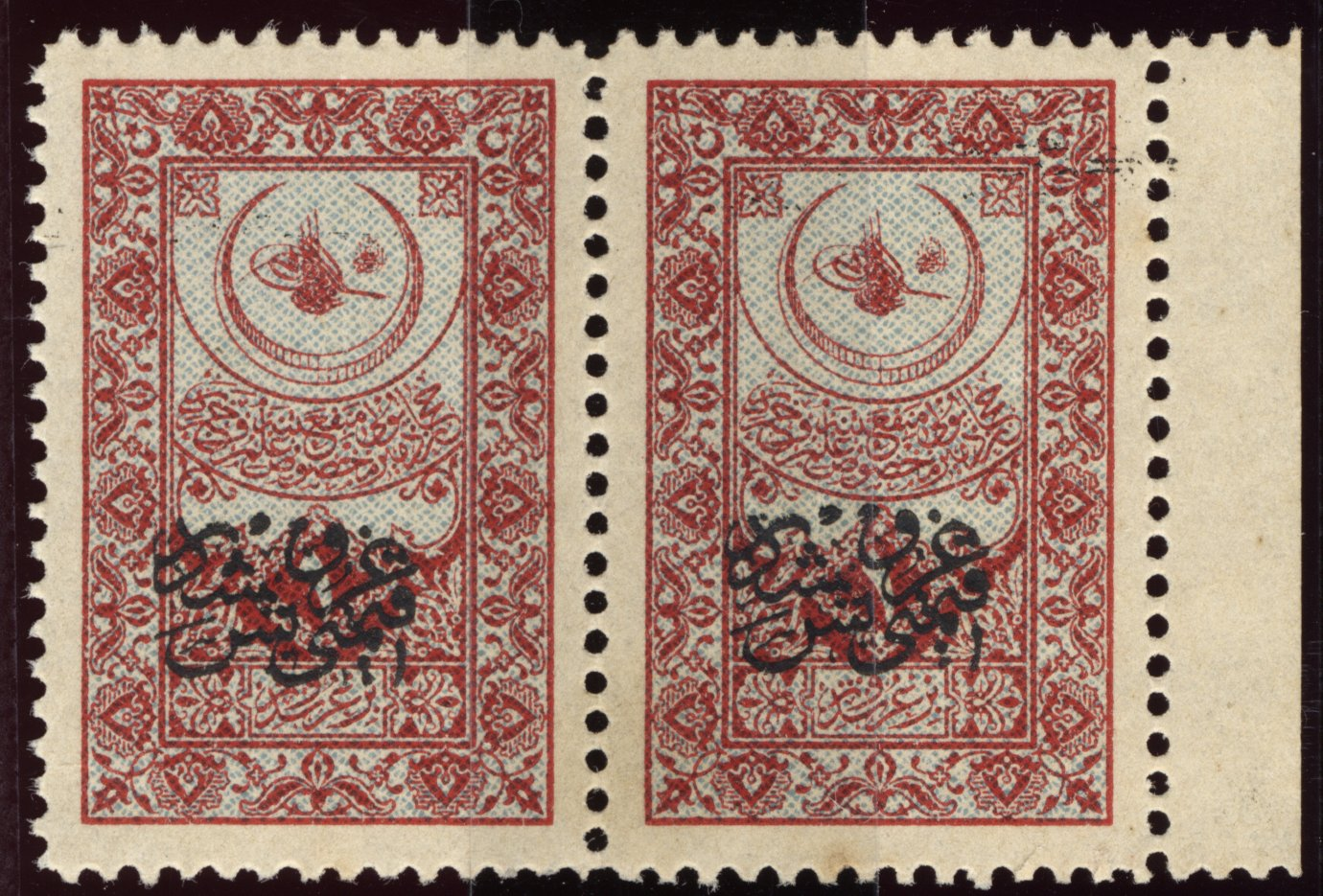
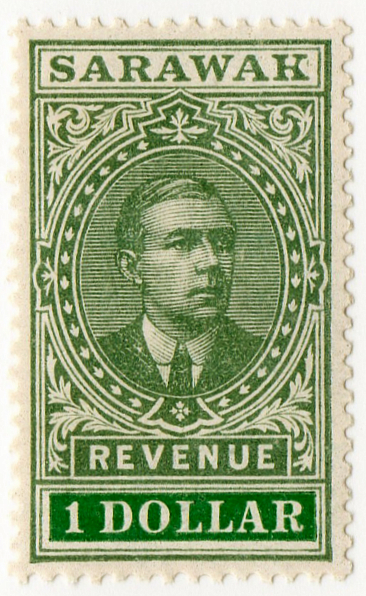
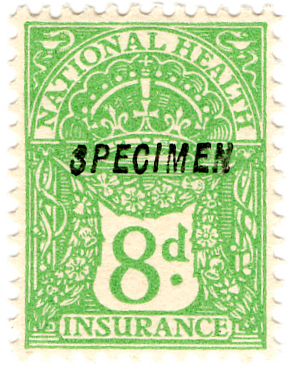
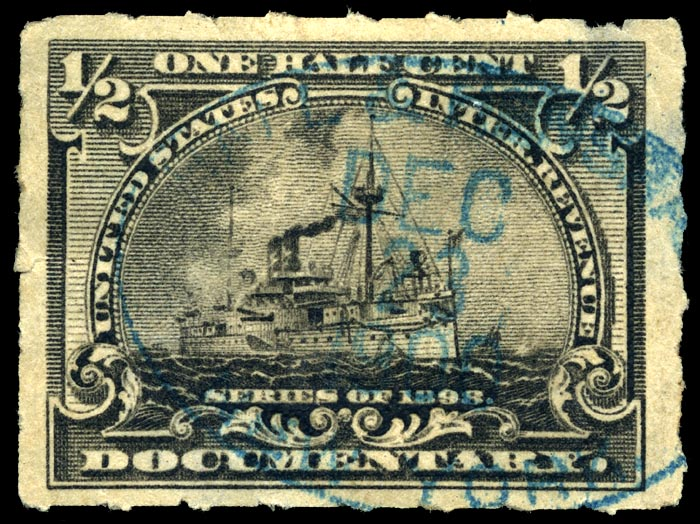
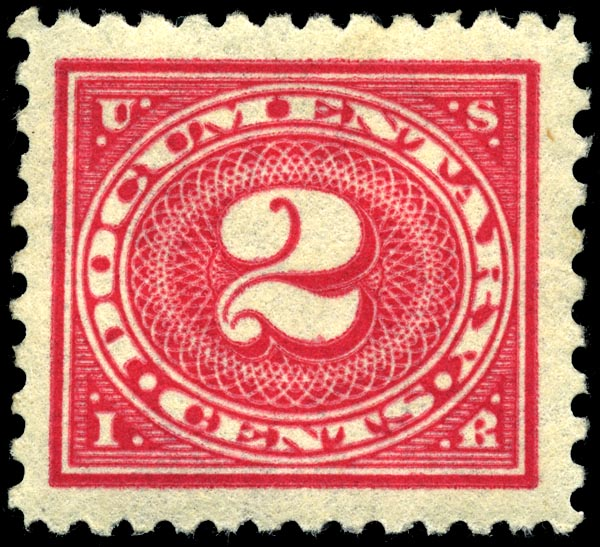
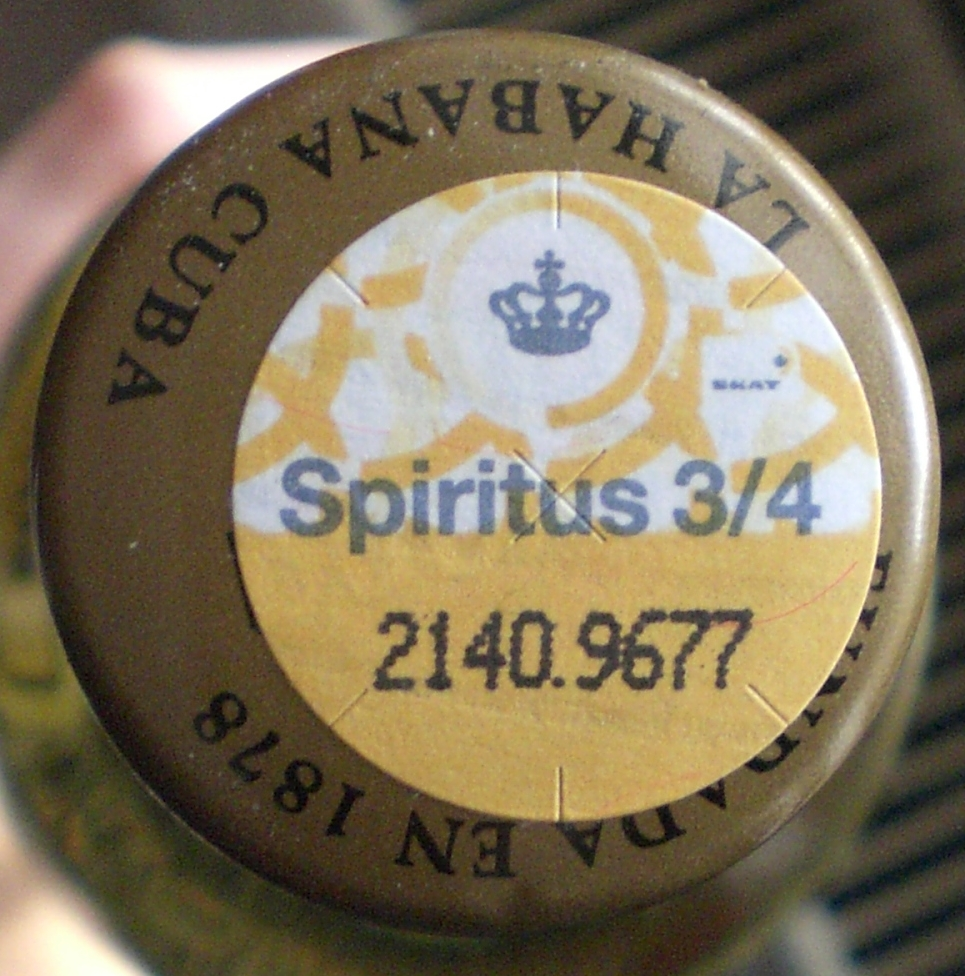
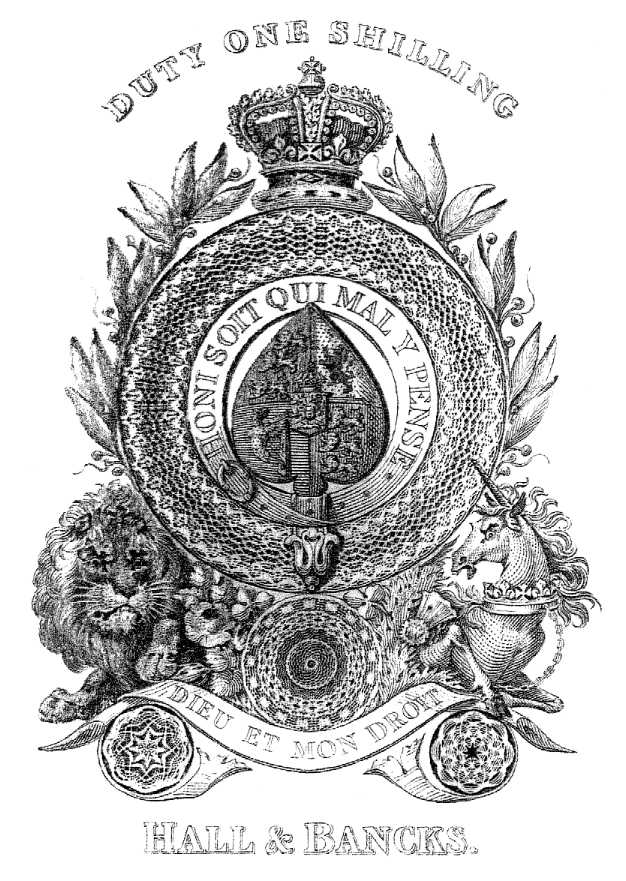